# Petite rivière à l'Ours (zec de la Lièvre)
Pour les articles homonymes, voir Petite rivière à l'Ours, Rivière à l'Ours et Ours (homonymie).
La Petite rivière à l'Ours est un affluent de rivière à l'Ours, coulant successivement dans le territoire non organisé de Lac-Ashuapmushuan et dans la municipalité de Sainte-Hedwidge, dans la municipalité régionale de comté (MRC) de Le Domaine-du-Roy, dans la région administrative de Saguenay–Lac-Saint-Jean, dans la province de Québec, au Canada.
La vallée de la Petite rivière à l'Ours est desservie par des routes forestières.
La sylviculture constitue la principale activité économique de cette vallée, ainsi que les activités récréotouristiques dans la zone de la zec de la Lièvre.
La surface de la Petite rivière à l'Ours est habituellement gelée du début de décembre à la fin mars, sauf les zones de rapides; toutefois la circulation sécuritaire sur la glace se fait généralement de la mi-décembre à la mi-mars.[réf. nécessaire]

## Géographie
La Petite rivière à l'Ours tire sa source du lac des Trois Îles (longueur: 1,8 km; altitude: 450 m), dans la zec de la Lièvre dans le territoire non organisé de Lac-Ashuapmushuan. Ce lac est alimenté par la décharge (venant du nord) de deux lacs dont le lac Paul. L'embouchure de ce petit lac est située à:
- 32,3 km au sud du centre-ville de Saint-Félicien;
- 14,2 km au sud-ouest du centre-ville de Sainte-Hedwidge;
- 33,5 km au sud-ouest de l'embouchure de la rivière Ashuapmushuan;
- 6,8 km au sud de l'embouchure de la Petite rivière à l'Ours - Sud[3].

À partir de l'embouchure du lac des Trois Îles, la Petite rivière à l'Ours coule sur 11,2 km avec une dénivellation de 100 m surtout en zone forestière, selon les segments suivants:
- 3,4 km vers l'est, en formant une boucle vers le sud, puis un crochet vers le nord, pour continuer vers l'est en recueillant un ruisseau (venant du nord), jusqu'à un coude de rivière correspondant à la décharge (venant du sud) du lac Émile;
- 4,0 km vers le nord-ouest d'abord en traversant une zone de marais, en traversant sur sa pleine longueur le lac des Nemrods (longueur: 1,2 km; altitude: 394 m) et en recueillant la décharge (venant de l'est) du lac de la Linotte, jusqu'à la décharge (venant de l'est) des lacs Maurice et à l'Orignal;
- 3,8 km vers le nord en recueillant un ruisseau (venant de l'ouest), puis en formant quelques serpentins, jusqu’à son embouchure[3].

La Petite rivière à l'Ours se déverse dans un coude de rivière sur rive sud-est de la rivière à l'Ours. Cette confluence est située à:
- 25,5 km au sud du centre-ville de Saint-Félicien;
- 11,4 km à l'ouest du centre-ville de Sainte-Hedwidge;
- 27 km au sud-ouest de l'embouchure de la rivière Ashuapmushuan;
- 27,6 km sud-ouest du centre-ville de Roberval[3].

À partir de l’embouchure de la Petite rivière à l'Ours, le courant descend successivement le cours de la rivière à l'Ours sur 52,1 km vers le nord, puis le nord-est; la rivière Ashuapmushuan vers le sud-est sur 7,3 km; puis traverse le lac Saint-Jean vers l'est sur 41,1 km (soit sa pleine longueur), emprunte le cours de la rivière Saguenay via la Petite Décharge sur 172,3 km vers l'est jusqu’à Tadoussac où il conflue avec l’estuaire du Saint-Laurent.

## Toponymie
La rivière à l'Ours comporte deux affluents ayant la même désignation toponymique: Petite rivière à l'Ours. Le cours d'eau faisant l'objet de cet article constitue la branche Sud.
Le toponyme « Petite rivière à l'Ours » a été officialisé le 25 février 1976 à la Banque des noms de lieux de la Commission de toponymie du Québec.